# Halil i Hajrija
Halil i Hajrija (alb. Halili dhe Hajria) – pierwszy albański balet  skomponowany dla Teatru Opery i Baletu w Tiranie na sezon 1963. Kompozytorem baletu był Tish Daija.

## Historia
Premiera baletu odbyła się 13 stycznia 1963, w rocznicę proklamowania Ludowej Republiki Albanii. Baletmistrzem był Panajot Kanaçi, orkiestrą dyrygował Mustafa Krantja. Role tytułowe zatańczyli Xhemil Simixhi i Ganimet Simixhiu Vendresha. W roli Halila występowali także: Kristaq Rada i Llaqi Nako. Rolę Hajriji tańczyła oprócz Vendreshy także Zoica Haxho. Do 1973 balet wystawiano 150 razy, w tym także na tournée albańskiego zespołu w Grecji, we Włoszech, Turcji i we Francji. Kolejna inscenizacja baletu odbyła się w 1983, a role tytułowe zatańczyli Llaqi Nako i Albana Sulejmani.

## Treść
Balet stanowi adaptację popularnej legendy o rodzeństwie, żyjącym w Albanii w czasach osmańskich. Halil walczy przeciwko Turkom z bronią w ręku, a jego siostra Hajrija wychodzi za mąż i przenosi się do Szkodry. Mąż Hajriji zaprasza Halila na obiad do rodzinnego domu, wydając go w ręce tureckie. Skazany na karę śmierci Halil przeklina siostrę oskarżając go o zdradę. Hajrija zabija swojego męża i wyrusza w góry, aby walczyć z Turkami, tak jak w przeszłości jej brat.